# Porto Real do Colégio
Porto Real do Colégio là một đô thị thuộc bang Alagoas, Brasil. Đô thị này có diện tích 240,31 km², dân số năm 2007 là 17483 người, mật độ 72,75 người/km².